# Монтеро, Мария Хесус
Мари́я Хесу́с Монте́ро (исп. María Jesús Montero; род. 4 февраля 1966, Севилья) — испанский государственный и политический деятель. Заместитель генерального секретаря Испанской социалистической рабочей партии (PSOE) с 23 июля 2022 года. Действующий четвёртый заместитель председателя правительства с 21 ноября 2023 года, с 12 июля 2021 года — министр финансов и государственной службы Испании. В прошлом — министр финансов (2018—2021), официальный представитель правительства (2020—2021).

## Биография
Родилась 4 февраля 1966 года в Севилье в семье преподавателей. Окончила Севильский университет, имеет степень в области медицины и хирургии, а также получила степень магистра управления в бизнес-школе EADA. Работала администратором в больнице. С 1986 по 1988 год была председателем комитета по маргинализации Андалузского молодёжного совета, а затем генеральным секретарем этой организации до 1990 года. Избиралась в парламент Андалусии по избирательному округу Севильи от Испанской социалистической рабочей партии.
В период с сентября 2002 года по апрель 2004 года занимала должность заместителя министра здравоохранения Андалусии, а после была возглавила это министерство до мая 2012 года. Затем заняла должность министра социального обеспечения Андалусии. За время пребывания во главе министерства здравоохранения она инициировала введение повторного медицинского заключения, доступ к преимплантационной генетической диагностике, генетическое консультирование или достойную смерть.
С 9 сентября 2013 года по 6 июня 2018 года была министром финансов и государственного управления Андалусии. Во главе министерства разработала и утвердила пять бюджетов без абсолютного большинства в парламенте: один — с «Объединёнными левыми» и четыре — с «Гражданами — Гражданской партией».
Председатель правительства Испании Педро Санчес после отставки предыдущего главы правительства Мариано Рахоя назначил Марию Хесус Монтеро министром финансов страны в первом кабинете Санчеса, а король Фелипе VI утвердил назначение королевским указом. 7 июня 2018 года она приняла присягу перед королем во Дворце Сарсуэлы.
13 января 2020 года получила должность министра финансов и официального представителя правительства во втором кабинете Санчеса.
12 июля 2021 года назначена министром финансов и государственной службы Испании.
23 июля 2022 года избрана заместителем генерального секретаря Испанской социалистической рабочей партии (PSOE).
21 ноября 2023 года назначена четвёртым заместителем председателя правительства и министром финансов и государственной службы Испании в третьем кабинете Педро Санчеса.